# Irena Rysińska
Irena Rysińska (Popiuk-Rysińska) (ur. 17 lutego 1958) – polska politolożka, badaczka stosunków międzynarodowych, doktor habilitowany nauk społecznych. Emerytowana wykładowczyni Wydziału Nauk Politycznych i Studiów Międzynarodowych Uniwersytetu Warszawskiego. 

## Życiorys
W 1981 ukończyła studia magisterskie na ówczesnym Wydziale Dziennikarstwa i Nauk Politycznych UW. W 1991 uzyskała doktorat, w tym samym roku dołączyła do kadry naukowo-dydaktycznej Instytutu Stosunków Międzynarodowych UW. W latach 1993–1999 zajmowała stanowisko kierownik dziennych studiów magisterskich, a następnie w latach 1999–2001 wicedyrektor Instytutu. W 2014 na podstawie dorobku naukowego oraz rozprawy Ewolucja systemu zbiorowego bezpieczeństwa Narodów Zjednoczonych po zimnej wojnie uzyskała habilitację na macierzystym wydziale. We wrześniu 2021 r. zakończyła pracę na UW i przeszła na emeryturę.  
Wypromowała co najmniej dwóch doktorów. 
Jej zainteresowania badawcze koncentrują się na teorii stosunków międzynarodowych oraz problematyce organizacji międzynarodowych.